# Cantharis decipiens
Cantharis decipiens is een keversoort uit de familie soldaatjes (Cantharidae). 

## Kenmerken
Volwassen exemplaren hebben een lengte van 7,5 tot 8,5 mm. De oranje/bruine dekschilden en duidelijk gemarkeerde thorax. Deze helpen om hem te onderscheiden van andere Cantharis-soorten.

## Voorkomen
Hij komt voor in West-Europa.